# Rock of Ages - The Definitive Collection
 Rock of Ages - The Definitive Collection är ett samlingsalbum från 2005 av gruppen Def Leppard, endast släppt i Nordamerika.

## Låtlista

### Skiva ett
1. "Pour Some Sugar on Me" - 4:52
2. "Photograph" - 4:08
3. "Love Bites" - 5:47
4. "Let's Get Rocked" - 4:55
5. "Two Steps Behind" - 4:19
6. "Animal" - 4:03
7. "Heaven Is" - 3:34
8. "Foolin'" - 4:33
9. "Rocket" - 4:07
10. "When Love & Hate Collide" - 4:17
11. "Armageddon It" - 5:22
12. "Have You Ever Needed Someone So Bad" - 5:19
13. "Rock of Ages" - 4:08
14. "Hysteria" - 5:56
15. "Miss You in a Heartbeat" - 4:04
16. "Bringin' on the Heartbreak" - 4:33
17. "Switch 625" - 3:04

### Skiva två
1. "Rock Rock (Till You Drop)" - 3:55
2. "Let It Go" - 4:44
3. "High 'N' Dry (Saturday Night)" - 3:28
4. "Too Late for Love" - 4:29
5. "No Matter What" - 2:53
6. "Promises" - 3:59
7. "Mirror, Mirror (Look Into My Eyes)" - 4:07
8. "Women" - 5:42
9. "Another Hit and Run" - 4:59
10. "Slang" - 2:38
11. "Stand Up (Kick Love Into Motion)" - 4:33
12. "Rock Brigade" - 3:08
13. "Now" - 3:58
14. "Paper Sun" - 5:27
15. "Work It Out" - 4:49
16. "Die Hard the Hunter" - 6:17
17. "Wasted" - 3:44
18. "Billy's Got a Gun" - 5:00